# ساندیاکر
latitudeساندیاکرlongitudeساندیاکر
ساندیاکر (به انگلیسی: Sandiacre) یک شهرک در بریتانیا است که در انگلستان واقع شده‌است.

## خصوصیات
ساندیاکر ۹٬۰۰۰ نفر جمعیت دارد.